# Athlītikos Syllogos Arīs Thessalonikīs 2011-2012
Questa voce raccoglie le informazioni riguardanti l'Athlītikos Syllogos Arīs Thessalonikīs nelle competizioni ufficiali della stagione 2011-2012.

## Rosa
Fonte: 
| N. |                    | Ruolo | Calciatore               |
| -- | ------------------ | ----- | ------------------------ |
| 1  | Grecia (bandiera)  | P     | Marcos Vellidis          |
| 16 | Ghana (bandiera)   | P     | Francis Dickoh           |
| 2  | Grecia (bandiera)  | C     | Dimitris Aslanidis       |
| 3  | Grecia (bandiera)  | D     | Michalis Giannitsis      |
| 4  | Grecia (bandiera)  | D     | Grigoris Papazaharias    |
| 5  | Grecia (bandiera)  | D     | Nikos Pantidos           |
| 6  | Grecia (bandiera)  | C     | Mpampis Oikonomopoulos   |
| 7  | Grecia (bandiera)  | C     | Konstantinos Kasnaferis  |
| 7  | Algeria (bandiera) | A     | Karim Soltani            |
| 8  | Grecia (bandiera)  | A     | Vasilios Triantafillakos |
| 10 | Grecia (bandiera)  | C     | Kostas Kapetanos         |
| 11 | Grecia (bandiera)  | A     | Nikos Aggeloudis         |
| 12 | Grecia (bandiera)  | C     | Georgos Katidis          |
| 13 | Grecia (bandiera)  | P     | Sōkratīs Dioudīs         |
| 14 | Grecia (bandiera)  | A     | Giannis Gesios           |
| 14 | Grecia (bandiera)  | A     | llias Ignatidis          |
| 16 | Grecia (bandiera)  | C     | Alexandros Yonis         |

| N. |                     | Ruolo | Calciatore                  |
| -- | ------------------- | ----- | --------------------------- |
| 17 | Grecia (bandiera)   | D     | Manolis Papasterianos       |
| 19 | Spagna (bandiera)   | D     | Rubén Pulido                |
|    | Grecia (bandiera)   | P     | Michalīs Sīfakīs (capitano) |
| 84 | Grecia (bandiera)   | P     | Giorgos Papadopoulos        |
| 24 | Grecia (bandiera)   | C     | Giorgos Margaritis          |
| 30 | Grecia (bandiera)   | D     | Erotokritos Ntamarlis       |
| 35 | Grecia (bandiera)   | D     | Stelios Tsoukanis           |
|    | Colombia (bandiera) | C     | Juan Carlos Toja            |
|    | Grecia (bandiera)   | C     | Konstantinos Kasnaferis     |
|    | Grecia (bandiera)   | C     | Dimitrios Kotsonis          |
| 34 | Grecia (bandiera)   | C     | Thanos Topouzis             |
| 55 | Grecia (bandiera)   | C     | Athanasios Prittas          |
| 22 | Grecia (bandiera)   | A     | Ioannis Gianniotas          |
| 22 | Grecia (bandiera)   | A     | Sakis Kanoulas              |